# ワディム・サルマノフ
ワディム・サルマノフ（ロシア語: Вади́м Никола́евич Салма́нов；英語: Vadim Nikolayevich Salmanov, 1912年11月4日 レニングラード - 1978年2月27日 レニングラード）は、ソ連の交響曲作家。とりわけ森を描写した《交響曲 第2番》で広く知られる。

## 人物・来歴
1912年レニングラード生まれ。父親の手ほどきで少年時代からピアノを始める。18歳でレニングラード音楽院に進学するかたわら、大学で地質学を専攻し、1935年までは地質学者として働くが、同年に改めて本格的にレニングラード音楽院作曲科に籍を置き、ミハイル・グネーシンの薫陶を受けた。音楽院卒業後に第二次世界大戦に従軍している。退役後はガルシア・ロルカやパブロ・ネルーダの詩や、ブロークやエセーニンらの詩によって歌曲を作曲し、母校レニングラード音楽院で教鞭を執った。
《交響曲第1番ニ短調》は、スラヴ民謡の旋律を用いており、第1楽章の開始部で聞こえるモットーが終楽章に復帰するという、循環形式も採用されている。最も成功した《交響曲第2番》は、各楽章に標題が付され、アルベール・ルーセルの最初の交響曲のように、交響曲形式をとった繊細な音詩としてまとめられている。1960年代のサルマノフは、ある程度まで無調や十二音技法と不協和対位法の洗礼を受けており、その頃に完成された《交響曲第3番》は、調性感の判然としない、従来よりモダンな響きと、以前からの響きの爆裂が共存する独特な作品となっている。4つの交響曲はすべてエフゲニー・ムラヴィンスキーによって録音され、《交響曲第4番ロ短調》はムラヴィンスキーに献呈された。
ティホン・フレンニコフほど政治好きというわけではなかったが、サルマノフもさまざまな政治的な地位に就いており、たとえばソ連作曲家同盟議長も務めたことがある。

## 主要作品
- 交響曲第1番 ニ短調
- 交響曲第2番
- 交響曲第3番
- 交響曲第4番 ロ短調

## 文献
- Рубцова В, 1982, Вадим Николаевич Салманов, Л. [ルブツォヴァ V.『ヴァディム・ニコラエヴィチ・サルマノフ』レニングラード、1982年]